# Nissan Bassara
Nissan Bassara — минивэн, выпускавшийся японской компанией Nissan с ноября 1999 по июнь 2003 года.

## Описание
Впервые Nissan Bassara был представлен в ноябре 1999 года. Название Bassara автомобиль произошло от санскритского слова «Vajara», что означает «приз».
Конкурентами Bassara являлись Honda Odyssey и Toyota Gaia. У автомобиля была общая платформа с Nissan Gloria, Nissan Presage и Nissan R'nessa. Модель являлась эксклюзивом для японских дилеров Nissan Prince Store.
Комплектации Bassara — Axis, J, J Splendens, Highway Star, V, V touring, X, X Leather Package, Luxury Package X и X Touring. В июне 2003 года автомобиль был снят с производства в связи с объединением пяти японских дилерских центров Nissan в две торговые сети. В то же время филиалы Prince были переименованы в Nissan Red Stage.

## Галерея

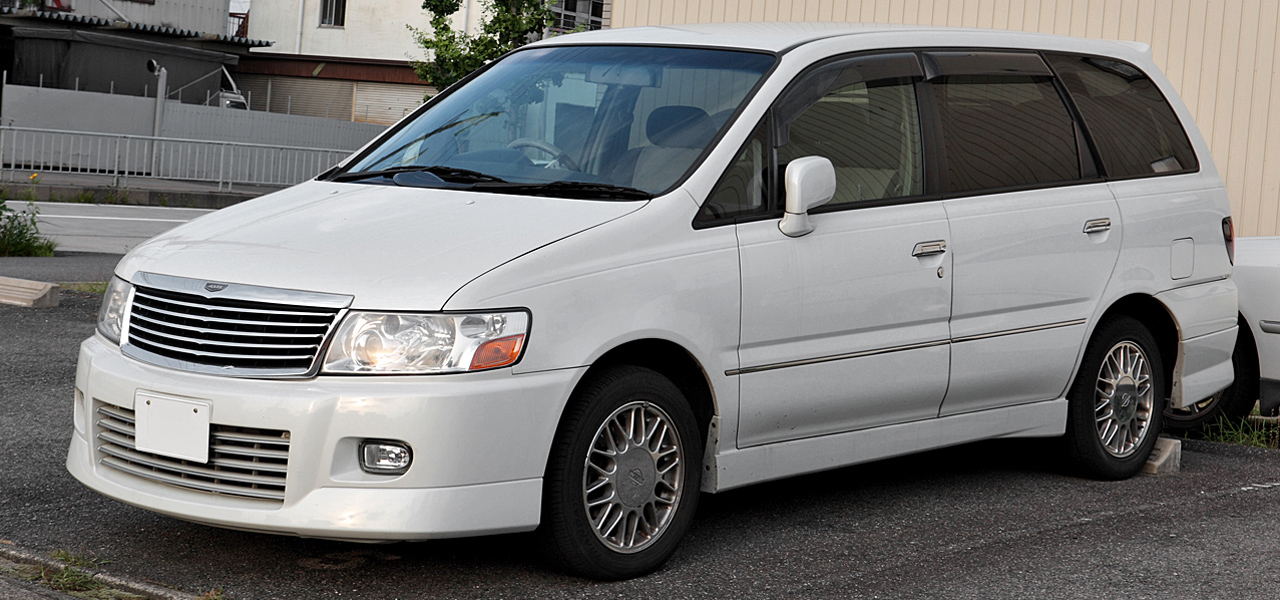
Вид спереди
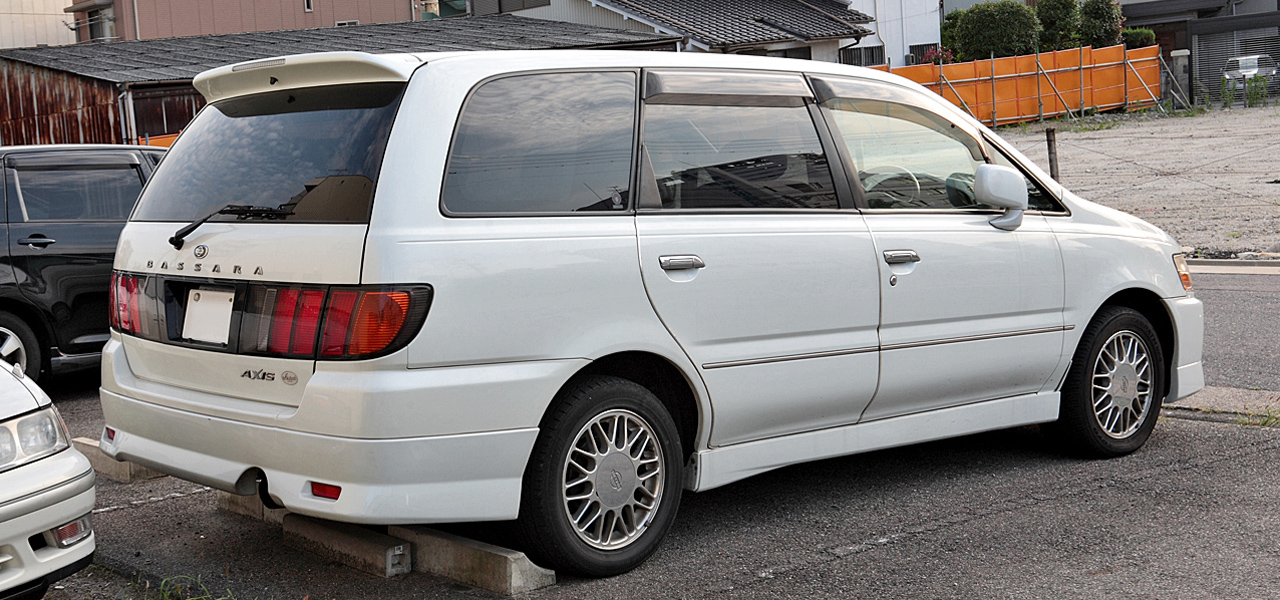
Вид сзади